# Nina Kessler
Nina Kessler (Breukelen, 4 de julio de 1988) es una deportista neerlandesa que compite en ciclismo en las modalidades de ruta y pista. Ganó una medalla de bronce en el Campeonato Europeo de Ciclismo en Pista de 2016, en la prueba de madison.

## Medallero internacional
| Campeonato Europeo | Campeonato Europeo      | Campeonato Europeo | Campeonato Europeo |
| Año                | Lugar                   | Medalla            | Competición        |
| ------------------ | ----------------------- | ------------------ | ------------------ |
| 2016               | Saint-Quentin (Francia) | Medalla de bronce  | Madison            |

## Palmarés
2016
- 1 etapa del BeNe Ladies Tour

2017
- SPAR Flanders Diamond Tour

2018
- Erondegemse Pijl (Erpe-Mere)

2024
- 3.ª en el Campeonato de los Países Bajos en Ruta